# Ruben Hakopian
Ruben Hakopian (orm. Ռուբեն Հակոբյան, ros. Рубен Казарович Акопян, ur. 7 lipca?/20 lipca 1912 we wsi Uzuntala, zm. 12 września 1994 w Erywaniu) – radziecki wojskowy, porucznik, Bohater Związku Radzieckiego (1944).

## Życiorys
Urodził się w ormiańskiej rodzinie chłopskiej. W latach 1934–1936 i ponownie od marca 1943 służył w Armii Czerwonej, od 1940 należał do WKP(b). Uczył się w Leningradzkim Instytucie Dróg Samochodowych, po czym został naczelnikiem rejonowego oddziału drogowego w Armeńskiej SRR. Od grudnia 1943 uczestniczył w wojnie z Niemcami, w kwietniu 1944 wyróżnił się w walkach o wyzwolenie Krymu jako dowódca plutonu piechoty 9 gwardyjskiego pułku piechoty 3 Gwardyjskiej Dywizji Piechoty 2 Gwardyjskiej Armii 4 Frontu Ukraińskiego w stopniu porucznika, podczas przełamywania obrony przeciwnika na Przesmyku Perekopskim. W walce dowodzony przez niego pluton zabił wówczas ok. 30 niemieckich żołnierzy, a 15 wziął do niewoli. Wkrótce, podczas dalszych walk, gdy dowódca kompanii został wyeliminowany z walki, Hakopian przejął dowodzenie i na czele kompanii wziął udział w walkach o Armiańsk, zadając wrogowi duże straty. W sierpniu 1944 został ciężko ranny, po wyleczeniu został zwolniony do rezerwy. W 1946 został szefem Głównego Zarządu Budowy Dróg Armeńskiej SRR, w 1952 ukończył Erywański Uniwersytet Państwowy i został wiceministrem gospodarki leśnej Armeńskiej SRR, a w 1973 zastępcą dyrektora Armeńskiego Naukowo-Badawczego Instytutu Metali Kolorowych, w 1984 przeszedł na emeryturę.

## Odznaczenia
- Złota Gwiazda Bohatera Związku Radzieckiego (16 maja 1944)
- Order Lenina (16 maja 1944)
- Order Wojny Ojczyźnianej I klasy (11 marca 1985)
- Order Czerwonej Gwiazdy (5 stycznia 1944)

I medale.